# 9109 Юкомотідзукі
9109 Юкомотідзукі (9109 Yukomotizuki) — астероїд головного поясу, відкритий 9 січня 1997 року.
Тіссеранів параметр щодо Юпітера — 3,555.
Названо на честь фізика Юко Мотідзукі (яп. ゆうこ・もちづき(望月優子) ю:ко мотідзукі).